# ウルトラマンになりたかった男
『ウルトラマンになりたかった男』（ウルトラマンになりたかったおとこ）は、1993年10月18日にTBS系列『月曜ドラマスペシャル』で放送された、ウルトラシリーズを題材にした円谷プロダクションと木下プロダクションの共同制作によるドラマ作品。正式なタイトルは『ウルトラマンになりたかった男 怪獣に魅せられた男の感動ドラマ』。114分。
劇中の特撮パートでは、初代ウルトラマン、ウルトラセブン、ウルトラマンジャック、ウルトラマンA、ウルトラマンタロウ、ウルトラマンレオ、ウルトラマン80が登場している。

## あらすじ
円谷プロが製作中のウルトラマンの新作映画『オールウルトラマン対怪獣軍団』に、上層部の決定でコンピュータ・グラフィックが導入されることとなる。海外でCGによる映像技術を学んだスタッフ・寺村が加わったことにより、操演部のベテラン・朝見をはじめとする古参のスタッフは現場を外されてしまい、朝見は遊園地のアトラクションでウルトラマンの着ぐるみを着ることとなる。
怪獣に夢中な不器用な操演技師の男・朝見の人間模様と、新しい特撮表現への挑戦の道程が、このドラマの軸となっている。

## 登場怪獣

### ボスゴン
劇中で製作されていた映画『オールウルトラマン対怪獣軍団』に登場する怪獣。
元々は本作品とは別の特番のためにデザイン・製作された新怪獣だったが、特番が製作中止となったため、本作品にて初登場となった。

### ゴッドキング
劇中で製作されていた映画『オールウルトラマン対怪獣軍団』のラストに登場した怪獣。ウルトラマンの10倍の大きさを誇り、同映画のラストでウルトラマンのスペシウム光線を受けて倒される。
劇中では「霧のスクリーンにCGを映して表現し、手や足、頭といった部分のアップを実物大の人形を使うという手法で撮影された」という設定になっている。実際の撮影には上半身のみのメカニックを内蔵したパペットが使用された。CGはモーフィングで顔面が歪むカットで実際に使用されている。

### 怪獣軍団
ボスゴン、ゴッドキングのほかに以下の怪獣が登場し、ウルトラ戦士と対決している。
- ガラモン
- バルタン星人
- ネロンガ
- レッドキング
- ゴモラ
- エレキング
- パンドン

## スタッフ
- 監督 - 杉村六郎
- 脚本 - 佐々木守
- 音楽 - 渡辺博也
- 撮影 - 藤田久美
- 美術監督 - 西村伸明、伊藤悟
- 照明 - 山下博
- VE - 阪上忠雄
- 録音 - 福岡修
- 編集 - 宮崎清春
- 選曲 - 合田豊
- 効果 - 橋本正二
- 助監督 - 高坂勉、石川整、館内秀樹、倉貫健二郎
- 特撮ユニット
  - 特撮アドバイザー - 大木淳吉
  - 怪獣デザイン - 池谷仙克
  - 特撮絵コンテ - 樋口真嗣
  - 操演 - 畠山修、滝本住夫
  - 特殊効果 - 保倉一郎
  - 視覚効果 - 中野稔、大屋哲男、渡辺義治
  - 怪獣製作 - アップアート、特殊美術GAM、亀甲船
  - 美術協力 - ディスオリジナル
  - 助監督 - 三留浩昌
  - 技斗 - 二家本辰己
- CG - 富士通（FM TOWNSⅡ使用）
- 技術協力 - ビデオフォーカス
- 企画 - 飯島敏宏（木下プロ）、円谷皐
- プロデューサー補 - 円谷昌弘
- プロデューサー - 山本典助、満田かずほ（円谷プロ）、浜井誠
- 製作 - 木下プロダクション、円谷プロダクション、TBS

## キャスト
- 朝見広志：武田鉄矢
- 竹内祐子：高橋恵子
- 竹内徹：池田貴尉
- 寺村正憲：長塚京三
- 吉田淳一：尾美としのり
- 松田特技監督：佐藤B作
- 夏目総監督：下川辰平
- 朝見洋子：佐藤忍
- 小倉一郎
- 石井愃一
- 平松慎吾
- 冷泉公裕
- 須藤学
- 大川明子

ほか

## スーツアクター
- ウルトラマン - 大滝明利
- ボスゴン - 松岡稜士
- ウルトラマンレオ[3] - 二家本辰巳

## ソフト化
1994年2月25日にパック・イン・ビデオよりVHSビデオ版が発売。
DVD化やネット配信はされていない。